# Neopromachus elegans
Neopromachus elegans är en insektsart som beskrevs av Günther 1929. Neopromachus elegans ingår i släktet Neopromachus och familjen Phasmatidae. Inga underarter finns listade i Catalogue of Life.